# Milena Vukotic
Milena Vukotic (Roma, Itália, 23 de Abril de 1935), é uma atriz italiana.

## Filmografia parcial
- Il sicario, de Damiano Damiani (1960)
- Il conquistatore di Corinto, de Mario Costa (1961)
- Torna a settembre, de Robert Mulligan (1961)
- Totòtruffa 62, de Camillo Mastrocinque (1962)
- Col ferro e col fuoco, de Fernando Cerchio (1962)
- I quattro moschettieri, de Carlo Ludovico Bragaglia (1963)
- Liolà, de Alessandro Blasetti (1963)
- Il giovedì, de Dino Risi (1963)
- Il mostro dell'opera, de Renato Polselli (1964)
- Giulietta degli spiriti, de Federico Fellini (1965)
- Questa volta parliamo di uomini, de Lina Wertmüller (1965)
- Thrilling, de Ettore Scola (1965)
- Made in Italy, de Nanni Loy (1965)
- Rita la zanzara, de Lina Wertmüller (1966)
- Io, io, io... e gli altri, de Alessandro Blasetti (1966)
- Perdono, de Ettore Maria Fizzarotti (1966)
- L'arcidiavolo, de Ettore Scola (1966)
- La bisbetica domata, de Franco Zeffirelli (1967)
- Arabella, de Mauro Bolognini (1967)
- Il marito è mio e l'ammazzo quando mi pare, de Pasquale Festa Campanile (1968)
- The Biggest Bundle of Them All de Ken Annakin (1968)
- Amore e rabbia, episódio Agonia, de Bernardo Bertolucci (1969)
- Venga a prendere il caffè da noi, de Alberto Lattuada (1970)
- Rosolino Paternò soldato, de Nanni Loy (1970)
- The Adventurers, de Lewis Gilbert (1970)
- Trastevere, de Fausto Tozzi (1971)
- Le charme discret de la bourgeoisie, de Luis Buñuel (1972)
- La villeggiatura, de Marco Leto (1973)
- Il tempo dell'inizio, de Luigi Di Gianni (1974)
- L'erotomane, de Marco Vicario (1974)
- Le fantôme de la liberté, de Luis Buñuel (1974)
- ...E cominciò il viaggio della vertigine, de Toni De Gregorio (1974)
- Dracula cerca sangue di vergine... e morì di sete!!!, de Antonio Margheriti (1975)
- Il caso Raoul, de Maurizio Ponzi (1975)
- Amici miei, de Mario Monicelli (1975)
- Amore vuol dir gelosia, de Mauro Severino (1975)
- Appuntamento con l'assassino, de Gèrard Pirès (1975)
- Cet obscur objet du désir, de Luis Buñuel (1977)
- Gran bollito, de Mauro Bolognini (1977)
- Per vivere meglio divertitevi con noi, de Flavio Mogherini (1978)
- Le braghe del padrone, de Flavio Mogherini (1978)
- Sabato, domenica e venerdì, de Sergio Martino (1979)
- La terrazza, de Ettore Scola (1980)
- Fantozzi contro tutti, de Neri Parenti e Paolo Villaggio (1980)
- La locandiera, de Paolo Cavara (1980)
- I seduttori della domenica, de Dino Risi (1980)
- Cornetti alla crema, de Sergio Martino (1981)
- Il turno, de Tonino Cervi (1981)
- Bianco, rosso e Verdone, de Carlo Verdone (1981)
- Amici miei atto II, de Mario Monicelli (1982)
- Monsignor, de Frank Perry (1982)
- Occhio, malocchio, prezzemolo e finocchio, de Sergio Martino (1983)
- Nostalghia, de Andreij Tarkovskij (1983)
- La casa del tappeto giallo, de Carlo Lizzani (1983)
- Fantozzi subisce ancora, de Neri Parenti (1983)
- La lune dans le caniveau, de Jean Jacques Beineix (1983)
- Ars amandi, de Walerian Borowczyk (1983)
- Mezzo destro, mezzo sinistro, de Sergio Martino (1985)
- Max mon amour, de Nagisa Oshima (1986)
- Roba da ricchi, de Sergio Corbucci (1987)
- Fantozzi va in pensione, de Neri Parenti (1988)
- Fantozzi alla riscossa, de Neri Parenti (1990)
- Matilda, de Antonietta De Lillo e  Giorgio Magliulo (1990)
- Cattiva, de Carlo Lizzani (1991)
- In camera mia, de Luciano Martino (1992)
- Stefano Quantestorie, de Maurizio Nichetti (1993)
- Fantozzi in paradiso, de Neri Parenti (1993)
- Abissinia, de Francesco Ranieri Martinotti (1993)
- Anche i commercialisti hanno un'anima, de Maurizio Ponzi (1994)
- Italian Village, de Giancarlo Planta (1994)
- Carogne, de Enrico Caria (1995)
- La bruttina stagionata, de Anna Di Francisca (1996)
- Per favore strozzate le cicogne, de Luciano Crovato (1996)
- Fantozzi - Il ritorno, de Neri Parenti (1996)
- Cose di sempre, de Andrea Saraceni (1998)
- Fantozzi 2000 - La clonazione, de Domenico Saverni (1999)
- Lontano in fondo agli occhi, de Giuseppe Rocca (2000)
- Il linguaggio dell'amore, de Susanna Nicchiarelli (2002)
- Nunzia, de Giulia Oriani (2002)
- A good women, de Mike Barker (2003)
- Saturno contro, de Ferzan Özpetek (2006)
- All'amore assente, de Andrea Adriatico (2007)
- Black out, de Giulia Oriani (2008)
- Caro benzina, de Nicolangelo Gelomini (2008)
- Scontro di civiltà per un ascensore a Piazza Vittorio, de Isotta Toso (2008)
- Buio, de Giulia Oriani (2009)
- Letters to Juliet, de Gary Winick (2010)
- L'ultima zingarata, de Federico Micali (2010)